# إتلفينا أندرو
إتلفينا أندرو هي المدير العام لخدمات المستهلكين والمواطنين بوزارة الصحة والسياسة الاجتماعية الإسبانية. بالإضافة إلى حياتها المهنية السياسية تخصصت أيضًا في البحث في البنكرياس.

## خلفية
ولدت أندرو في أليكانتي في 6 مارس 1969. وهي حاصلة على إجازة في الفيزياء من جامعة فالنسيا ودرجة الدكتوراه في الطب من جامعة أليكانتي.

## الحياة المهنية
بدأت حياتها المهنية كباحثة في جامعة أليكانتي، وعملت لاحقًا كأستاذة في جامعة ميغيل هيرنانديز. شاركت في تأليف العديد من الأوراق البحثية التي تم الاستشهاد بها جيدًا حول وظائف البنكرياس.
في عام 2004 تم تعيينها كممثلة للحكومة الإسبانية في أليكانتي.
في الانتخابات البلدية لعام 2007 كانت أندرو مرشح حزب العمال الاشتراكي الإسباني لمنصب عمدة أليكانتي. خسرت الانتخابات بحوالي 4000 صوت لحزب الشعب، لكن هذا كان أفضل أداء للاشتراكيين في أليكانتي منذ عام 1983.
في 25 أبريل 2008 تم تعيين أندرو مديرًا عامًا لخدمات المستهلكين والمواطنين في وزارة الصحة والسياسة الاجتماعية. وهي مرتبطة ارتباطًا وثيقًا بالوزيرة بيرنات سوريا، التي عبرت معها خلال مسيرتها الأكاديمية.